# Schizothorax
Schizothorax là một chi trong họ Cá chép phân bố ở Trung Á và Đông Á.

## Các loài
Hiện có 63 loài được công nhận trong chi này:
- Schizothorax argentatus Kessler, 1874 (Balkhash marinka)
- Schizothorax beipanensis Jian Yang, X. Y. Chen & J. X. Yang, 2009
- Schizothorax biddulphi Günther, 1876
- Schizothorax chongi (P. W. Fang, 1936)
- Schizothorax cryptolepis T. Y. Fu & M. R. Ye, 1984
- Schizothorax curvifrons Heckel, 1838 (Sattar snowtrout)
- Schizothorax curvilabiatus (Wu & Tsao, 1992)
- Schizothorax davidi (Sauvage, 1880)
- Schizothorax dolichonema Herzenstein, 1889
- Schizothorax dulongensis S. Y. Huang, 1985
- Schizothorax edeniana McClelland, 1842
- Schizothorax elongatus S. Y. Huang, 1985
- Schizothorax esocinus Heckel, 1838 (Chirruh snowtrout)
- Schizothorax eurystomus Kessler, 1872
- Schizothorax gongshanensis W. H. Tsao, 1964
- Schizothorax grahami (Regan, 1904)
- Schizothorax griseus Pellegrin, 1931
- Schizothorax heteri Jian Yang, L. P. Zheng, X. Y. Chen & J. X. Yang, 2009[2]
- Schizothorax heterochilus M. R. Ye & T. Y. Fu, 1986
- Schizothorax heterophysallidos Jian Yang, X. Y. Chen & J. X. Yang, 2009
- Schizothorax huegelii Heckel, 1838
- Schizothorax integrilabiatus (Wu et al., 1992)
- Schizothorax kozlovi A. M. Nikolskii, 1903
- Schizothorax kumaonensis Menon, 1971 (Kumaon snowtrout)
- Schizothorax labiatus (McClelland, 1842) (Kunar snowtrout)
- Schizothorax labrosus Y. H. Wang, D. D. Zhuang & L. C. Gao, 1981
- Schizothorax lantsangensis W. H. Tsao, 1964
- Schizothorax lepidothorax J. X. Yang, 1991
- Schizothorax leukus Jian Yang, L. P. Zheng, X. Y. Chen & J. X. Yang, 2009[2]
- Schizothorax lissolabiatus W. H. Tsao, 1964
- Schizothorax longibarbus (P. W. Fang, 1936)
- Schizothorax macrophthalmus Terashima, 1984 (Nepalese snowtrout)
- Schizothorax macropogon Regan, 1905
- Schizothorax malacanthus S. Y. Huang, 1985
- Schizothorax meridionalis W. H. Tsao, 1964
- Schizothorax microcephalus F. Day, 1877
- Schizothorax microstomus S. Y. Hwang, 1982
- Schizothorax molesworthi (B. L. Chaudhuri, 1913)
- Schizothorax myzostomus W. H. Tsao, 1964
- Schizothorax nasus Heckel, 1838 (Dongu snowtrout)
- Schizothorax nepalensis Terashima, 1984
- Schizothorax ninglangensis Y. H. Wang, K. X. Zhang & D. D. Zhuang, 1981
- Schizothorax nudiventris Jian Yang, X. Y. Chen & J. X. Yang, 2009
- Schizothorax nukiangensis W. H. Tsao, 1964
- Schizothorax oconnori Lloyd, 1908
- Schizothorax oligolepis S. Y. Huang, 1985
- Schizothorax parvus W. H. Tsao, 1964
- Schizothorax pelzami Kessler, 1870 (Transcaspian marinka)
- Schizothorax plagiostomus Heckel, 1838 (Asaila/asela)
- Schizothorax prenanti (T. L. Tchang, 1930)
- Schizothorax progastus (McClelland, 1839) (Dinnawah snowtrout)
- Schizothorax prophylax Pietschmann, 1933
- Schizothorax pseudoaksaiensis Herzenstein, 1889
  - Schizothorax pseudoaksaiensis issykkuli L. S. Berg, 1907 (Issyk-kul marinka)
  - Schizothorax pseudoaksaiensis pseudoaksaiensis Herzenstein, 1889 (Ili marinka)
- Schizothorax ramzani (Javed, Azizullah & Pervaiz, 2012)[3]
- Schizothorax raraensis Terashima, 1984
- Schizothorax richardsonii (J. E. Gray, 1832) (Common snowtrout, "asaila"/"asela")
- Schizothorax rotundimaxillaris Y. F. Wu & C. Z. Wu, 1992
- Schizothorax sinensis Herzenstein, 1889
- Schizothorax skarduensis Mirza & A. A. Awan, 1978
- Schizothorax waltoni Regan, 1905
- Schizothorax wangchiachii (P. W. Fang, 1936)
- Schizothorax yunnanensis Norman, 1923
  - Schizothorax yunnanensis paoshanensis W. H. Tsao, 1964
  - Schizothorax yunnanensis weiningensis Yi-Yu Chen, 1998
  - Schizothorax yunnanensis yunnanensis Norman, 1923
- Schizothorax zarudnyi (A. M. Nikolskii, 1897)